# John Oliver (homme politique)
Pour les articles homonymes, voir John Oliver et Oliver.
John Oliver (né en Grande-Bretagne le 31 juillet 1856 et mort le 17 août 1927) est un homme politique et un agriculteur en Colombie-Britannique, au Canada.
Il est premier ministre de la province du 1er mars 1918 au 17 août 1927, date à laquelle il est décédé dans l'exercice de ses fonctions, Il est le cinquième premier ministre britanno-colombien à mourir en fonctions après William Smithe, Alexander Edmund Batson Davie, John Robson et Harlan Carey Brewster.

## Biographie

### Premières années
Né à Hartington dans le Derbyshire en Angleterre, Oliver grandit dans un milieu agricole modeste. Quittant l'école à l'âge de 11 ans pour un travail dans une mine de plomb, la famille Oliver quitte pour le Canada lors de la fermeture de la mine. En 1870, ils s'installent dans une ferme du canton de Maryborough en Ontario. Après la mort de sa mère cinq ans après leurs arrivées, les Olivers se dispersent et John se dirige vers l'ouest canadien. Arrivant à Victoria en 1877, il est embauché par une équipe d'arpentage pour la chemin de fer du Canadien Pacifique. Par la suite, il opte pour une carrière d'agriculteur sur une ferme de la région de Surrey.

### Carrière politique
Opérant une ferme prospère, Oliver s'intéresse ambitionne d'avoir un poste politique. Dans une Colombie-Britannique caractérisée par une vie politique sans parti, Oliver décide de donner son appui à Joseph Martin. Alors que tout les candidats de Marti subissent la défaite, Oliver conserve son siège dans Westminster-Delta.
Malgré des critiques John de membres de l'Assemblée législative, Oliver tente de se démarqué du gouvernement de millionnaire de James Dunsmuir qui se moquait son caractère rustre. En 1902, il mène un campagne contre les concessions foncière accordés aux entreprises ferroviaires qui mène à la chute du gouvernement de Edward Gawler Prior, successeur de Dunsmuir. Avec l'arrivée de Richard McBride qui instaure la présence de parti politique, Oliver s'associe à l'opposition libérale. Cette groupe demeurait cependant dans l'opposition et ignoré par la Libéraux fédéraux.

### Opposition et chef des Libéraux
MacBride étant favorisé par une période de croissance économique est facilement reconduite dans ses fonctions en février 1907. Les Libéraux relégués à être dans l'opposition, ceux-ci demandaient plus de soutien de la part de la branche fédérale, comme des visites de ministres et l'établissement de journaux favorisant leur tendance politique, alors que la vaste majorité des journaux étaient de tendances conservatrices.
À la suite de la démission du chef James Alexander MacDonald, Oliver qui était son principal lieutenant, hésite à prendre cette fonction en raison des conditions peux envieuses à court terme pour une victoire libérale. Néanmoins, les pressions de plus en plus forte, ainsi que l'absence de candidat, conduisent Oliver à devenir chef en novembre 1909.
À la suite de l'élection de 1909, les Conservateurs remportent 38 des 42 sièges composant l'assemblée et font face à une opposition de deux libéraux, Harlan Carey Brewster et John Jardine, et deux socialistes, James Hurst Hawthornthwaite et Parker Williams. La défaite d'Oliver dans les deux circonscriptions où il se présentait, Delta et Victoria, l'amène à quitter la vie politique.
Dès que le choc de la défaite c'est estompé, il revient à la vie publique en tant que commissaire scolaire. Malgré ce retour, les surplus budgétaire permettent à McBride de remporter facilement les élections de 1912 et de laminer l'opposition.

### Gouvernement
Après plus d'une décennie au pouvoir, les Consservateur commencent à montrer des signes d'essoufflement dans leur politique et des scandales de corruptions ternissent leur image. McBride ayant démissionné en 1915, c'est William John Bowser qui le remplace. Bowser, de tempérament dynamique, mais austère, ne parvient pas a éviter la déblacle et les Libéraux remporte l'élection avec Brewster comme nouveau premier ministre. Oliver entre au cabinet au poste de ministre de l'Agriculture et des Chemins de fer. À ce poste, dont le portefeuille de l'Agriculture lui convenait mieux, il se soucie du sort des soldats revenant du front de la Première Guerre mondiale. Il oeuvre aussi à l'adoption de la Land Settlement and Development Act en ce sens.
Ministre des Chemins de fer, Oliver doit conjugué avec la Pacific Great Eastern Railway Company qui en difficultés financières et n'avait rempli ses objectifs de prolonger une ligne vers le nord en plus de sa proximité avec le précédent gouvernement. Il lance alors une enquête sur son financement.

### Premier ministre
À la suite du décès de Brewster en mars 1918, Oliver qui était l'un de ses principaux lieutenant est choisi pour devenir chef et subséquemment premier ministre. Conservant le portefeuille de l'Agriculture, il gouverne la province pendant une décennie avec son style habituelle en apparence populiste. Sous sa gouverne est instaurée la journée de travail de huit heures pour certaines industries, un salaire minimum pour les femmes, la création d'une pension pour les mères et épouses abandonnées, l'amélioration des services médicaux et éducatifs, ainsi que l'imposition de contrôles pour l'industrie forestière.
Sous son gouvernement, il doit réglementer la vente d'alcool qui créer des dissensions dans son parti. Il parvient à faire réélire son parti, malgré une opposition de la droite morcelée, Oliver et les deux autres chefs des principaux partis sont toutefois défait lors de l'élection de juin 1924. Malgré cette défaite personnelle, Oliver revient à la faveur d'élection partielle et conserve ses fonctions de premier ministre.

### Dernière année
La dernière qu'Oliver passe au poste de premier ministre est très mouvementée. Il participe à un sommet à Ottawa à plusieurs cérémonies qui le fatiguèrent. Malade, ses médecins l'envoient à la clinique Mayo de Rochester dans le Minnesota. Diagnostiqué d'un cancer incurable, il remet sa démission qui sera refusée par ses collègues. Il accepte alors de demeurer en poste à la condition que John Duncan MacLean devienne premier ministre désigné.
Oliver meurt en fonction à Victoria en août 1927. Il est inhumé au cimetière Royal Oak de la même ville.